# Arthur Augustus Zimmerman

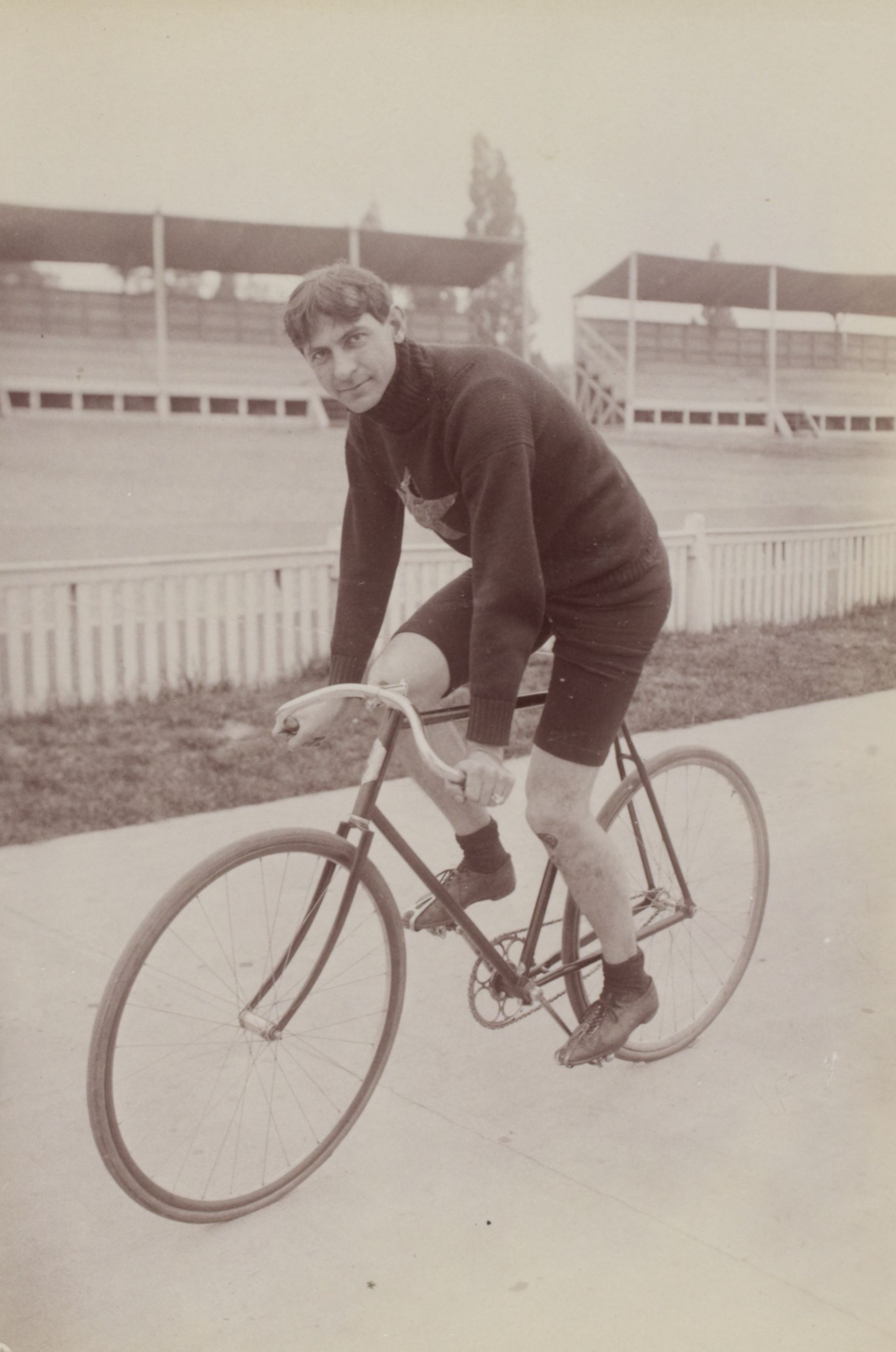
Arthur Augustus Zimmerman (1902)

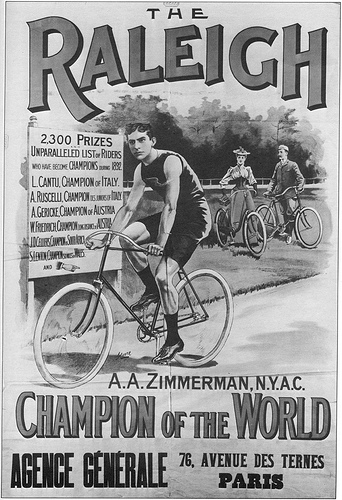
De wereldtitel van Arthur Zimmerman was goede reclame voor het fietsenmerk Raleigh

Arthur Augustus Zimmerman (Camden (New Jersey), 11 juni 1869 - Atlanta (Georgia), 22 oktober 1936) was een Amerikaanse wielrenner en winnaar van het eerste wereldkampioenschap op de sprint in 1893.

## Carrière
Zimmerman, als coureur later bekend als "Zimmy", werd geboren als zoon van een makelaar. Hij ging naar een militaire school en viel al op jonge leeftijd op vanwege zijn veelzijdige atletische talent. Op 17-jarige leeftijd begon hij te fietsen op een hoge bi. In 1889 won hij zijn eerste wielerwedstrijd.
Al in 1890 behaalde Zimmerman 45 overwinningen. Een jaar later stapte hij over naar de "safety bicycle" met twee even grote wielen. Hij won onder meer het Amerikaanse kampioenschap over de halve mijl en vestigde een wereldrecord over de kwart mijl met 29,4 seconden.
In 1892 kwam Zimmerman voor het eerst naar Europa en nam hij deel aan races in Engeland, waar hij verschillende titels won, en in Duitsland, waar hij in Berlijn reed. Later reisde hij naar Frankrijk voor wielerwedstrijden, waar hij de eerste Grand Prix de l’UVF won, naar Schotland en Australië. Op de allereerste Wereldkampioenschappen baanwielrennen, in Chicago (Illinois) in augustus 1893, won hij de wereldtitel op de sprint en de 10 kilometer. Van de 110 wedstrijden waar hij dat jaar aan meedeed won hij er 101. In 1894 werd hij professional en vestigde vervolgens tal van andere wereldrecords. Hij was een van de eerste wielrenners die van hun beroep konden leven. Zijn naam werd gebruikt voor "Zimmy-schoenen", "Zimmy-kleding" en nog enkele andere producten.
Twee jaar later beëindigde hij zijn racecarrière, nadat hij meer dan 1.000 overwinningen had behaald en werd hij zakenman. Tien jaar later deed hij op verzoek van de organisatoren in Parijs nog mee aan een wielerwedstrijd, maar zonder succes.
Arthur Augustus Zimmerman stierf op 67-jarige leeftijd in Atlanta.